# Willie Marshall Award
Der Willie Marshall Award ist eine Eishockey-Trophäe der American Hockey League. Sie wird seit der Saison 2003/04 jährlich an den AHL-Spieler verliehen, der in der regulären Saison die meisten Tore erzielt hat. Die Trophäe wurde nach Willie Marshall benannt. Marshall führt die ewigen AHL-Rekordlisten als Torschütze, Vorlagengeber, Punktesammler und als Spieler mit den meisten Spielen an.

## Gewinner
| Jahr    | Spieler                            | Team                                      | Tore |
| ------- | ---------------------------------- | ----------------------------------------- | ---- |
| 2024/25 | Matěj Blümel                       | Texas Stars                               | 39   |
| 2023/24 | Adam Gaudette                      | Springfield Thunderbirds                  | 44   |
| 2022/23 | Andy Andreoff                      | Bridgeport Islanders                      | 37   |
| 2021/22 | Stefan Noesen                      | Chicago Wolves                            | 48   |
| 2020/21 | Cooper Marody                      | Bakersfield Condors                       | 21   |
| 2019/20 | Gerry Mayhew                       | Iowa Wild                                 | 39   |
| 2018/19 | Alex Barré-Boulet Carter Verhaeghe | Syracuse Crunch                           | 34   |
| 2017/18 | Walentin Sykow                     | Charlotte Checkers                        | 33   |
| 2016/17 | Wade Megan                         | Chicago Wolves                            | 33   |
| 2015/16 | Frank Vatrano                      | Providence Bruins                         | 36   |
| 2014/15 | Teemu Pulkkinen                    | Grand Rapids Griffins                     | 34   |
| 2013/14 | Zach Boychuk                       | Charlotte Checkers                        | 36   |
| 2012/13 | Tyler Johnson                      | Syracuse Crunch                           | 37   |
| 2011/12 | Cory Conacher                      | Norfolk Admirals                          | 39   |
| 2010/11 | Colin McDonald                     | Oklahoma City Barons                      | 42   |
| 2009/10 | Alexandre Giroux                   | Hershey Bears                             | 50   |
| 2008/09 | Alexandre Giroux                   | Hershey Bears                             | 60   |
| 2007/08 | Jason Krog                         | Chicago Wolves                            | 39   |
| 2006/07 | Brett Sterling                     | Chicago Wolves                            | 55   |
| 2005/06 | Donald MacLean Denis Hamel         | Grand Rapids Griffins Binghamton Senators | 56   |
| 2004/05 | Michael Cammalleri                 | Manchester Monarchs                       | 46   |
| 2003/04 | Jeff Hamilton                      | Bridgeport Sound Tigers                   | 43   |

### Vorherige Gewinner
Bis zum Ende der Saison 2002/03 gab es keine individuelle Auszeichnung für den besten Torschützen der Saison.
| Jahr    | Spieler                                                | Team                                                      | Tore |
| ------- | ------------------------------------------------------ | --------------------------------------------------------- | ---- |
| 2002/03 | Eric Healey                                            | Manchester Monarchs                                       | 42   |
| 2001/02 | Justin Papineau Eric Boguniecki                        | Worcester IceCats                                         | 38   |
| 2000/01 | Brad Smyth                                             | Hartford Wolf Pack                                        | 50   |
| 1999/00 | Mike Maneluk                                           | Philadelphia Phantoms                                     | 47   |
| 1998/99 | Jeff Williams                                          | Albany River Rats                                         | 46   |
| 1997/98 | Paul Brousseau                                         | Adirondack Red Wings                                      | 45   |
| 1996/97 | Peter White                                            | Philadelphia Phantoms                                     | 44   |
| 1995/96 | Brad Smyth                                             | Carolina Monarchs                                         | 68   |
| 1994/95 | Steve Larouche                                         | Prince Edward Island Senators                             | 53   |
| 1993/94 | Patrik Augusta                                         | St. John’s Maple Leafs                                    | 53   |
| 1992/93 | Chris Tancill                                          | Adirondack Red Wings                                      | 59   |
| 1991/92 | Dan Currie                                             | Cape Breton Oilers                                        | 50   |
| 1990/91 | Michel Picard                                          | Springfield Indians                                       | 56   |
| 1989/90 | John LeBlanc                                           | Cape Breton Oilers                                        | 54   |
| 1988/89 | Stéphan Lebeau                                         | Sherbrooke Canadiens                                      | 70   |
| 1987/88 | Jody Gage                                              | Rochester Americans                                       | 60   |
| 1986/87 | Glenn Merkosky                                         | Adirondack Red Wings                                      | 54   |
| 1985/86 | Paul Gardner                                           | Rochester Americans                                       | 61   |
| 1984/85 | Paul Gardner                                           | Binghamton Whalers                                        | 51   |
| 1983/84 | Mal Davis                                              | Rochester Americans                                       | 55   |
| 1982/83 | Mitch Lamoureux                                        | Baltimore Skipjacks                                       | 57   |
| 1981/82 | Richard David                                          | Fredericton Express                                       | 51   |
| 1980/81 | Tony Cassolato Mark Lofthouse                          | Hershey Bears                                             | 48   |
| 1979/80 | Gordie Clark                                           | Maine Mariners                                            | 47   |
| 1978/79 | Rocky Saganiuk                                         | New Brunswick Hawks                                       | 47   |
| 1977/78 | Richard Grenier                                        | Binghamton Dusters                                        | 46   |
| 1976/77 | Pierre Mondou                                          | Nova Scotia Voyageurs                                     | 44   |
| 1975/76 | Ron Andruff                                            | Nova Scotia Voyageurs                                     | 42   |
| 1974/75 | Doug Gibson Barry Merrell Peter Sullivan Jerry Holland | Rochester Americans Nova Scotia Voyageurs Providence Reds | 44   |
| 1973/74 | Murray Kuntz                                           | Rochester Americans                                       | 51   |
| 1972/73 | Yvon Lambert                                           | Nova Scotia Voyageurs                                     | 52   |
| 1971/72 | Wayne Rivers                                           | Springfield Kings                                         | 48   |
| 1970/71 | Doug Volmar                                            | Springfield Kings                                         | 42   |
| 1969/70 | Guy Trottier                                           | Buffalo Bisons                                            | 55   |
| 1968/69 | Guy Trottier                                           | Buffalo Bisons                                            | 45   |
| 1967/68 | Eddie Kachur                                           | Providence Reds                                           | 47   |
| 1966/67 | Roger DeJordy                                          | Hershey Bears                                             | 52   |
| 1965/66 | Dick Gamble Alain Caron                                | Rochester Americans Buffalo Bisons                        | 47   |
| 1964/65 | Len Lunde                                              | Buffalo Bisons                                            | 50   |
| 1963/64 | Jim Anderson Yves Locas                                | Springfield Indians Pittsburgh Hornets                    | 40   |
| 1962/63 | Hank Ciesla                                            | Cleveland Barons                                          | 42   |
| 1961/62 | Floyd Smith Barry Cullen                               | Springfield Indians Buffalo Bisons                        | 41   |
| 1960/61 | Jim Anderson                                           | Springfield Indians                                       | 43   |
| 1959/60 | Stan Smrke                                             | Rochester Americans                                       | 40   |
| 1958/59 | Ken Schinkel                                           | Springfield Indians                                       | 43   |
| 1957/58 | Dunc Fisher                                            | Hershey Bears                                             | 41   |
| 1956/57 | Paul Larivée                                           | Providence Reds                                           | 46   |
| 1955/56 | Camille Henry                                          | Providence Reds                                           | 50   |
| 1954/55 | Eddie Olson                                            | Cleveland Barons                                          | 41   |
| 1953/54 | Lorne Ferguson                                         | Hershey Bears                                             | 45   |
| 1952/53 | Ike Hildebrand                                         | Cleveland Barons                                          | 38   |
| 1951/52 | Steve Wochy                                            | Cleveland Barons                                          | 37   |
| 1950/51 | Fred Glover                                            | Indianapolis Capitals                                     | 48   |
| 1949/50 | Roy Kelly                                              | Cleveland Barons                                          | 46   |
| 1948/49 | Sid Smith Carl Liscombe                                | Pittsburgh Hornets Providence Reds                        | 55   |
| 1947/48 | Carl Liscombe                                          | Providence Reds                                           | 50   |
| 1946/47 | Johnny Holota                                          | Cleveland Barons                                          | 52   |
| 1945/46 | Joe Bell                                               | New Haven Eagles Hershey Bears                            | 46   |
| 1944/45 | Louis Trudel                                           | Cleveland Barons                                          | 45   |
| 1943/44 | Pete Horeck                                            | Cleveland Barons                                          | 34   |
| 1942/43 | Harry Frost                                            | Hershey Bears                                             | 43   |
| 1941/42 | Louis Trudel                                           | Washington Lions                                          | 37   |
| 1940/41 | Fred Thurier                                           | Springfield Indians                                       | 29   |
| 1939/40 | Norm Locking                                           | Syracuse Stars                                            | 31   |
| 1938/39 | Phil Hergesheimer                                      | Cleveland Barons                                          | 34   |
| 1937/38 | Phil Hergesheimer                                      | Cleveland Barons                                          | 25   |
| 1936/37 | Bryan Hextall                                          | Philadelphia Ramblers                                     | 29   |